# Estação Higienópolis–Mackenzie
A Estação Higienópolis–Mackenzie é uma estação da Linha 4–Amarela do Metrô de São Paulo operada pela ViaQuatro. Foi inaugurada em 23 de janeiro de 2018. A estação integrará com a futura Linha 6–Laranja, sem data prevista de funcionamento. O início da construção na estação da Linha 6–Laranja foi em abril de 2015, e as obras foram paradas em 2016 e retomadas em 2020, com previsão de entrega para o final de 2027.

## Construção
A estação estava prevista para iniciar a operar até o final do segundo semestre de 2017, porém em 27 de dezembro daquele ano o Governo do Estado de São Paulo adiou novamente a entrega para janeiro de 2018, pois a Secretaria de Transportes Metropolitanos informou que faltavam instalar alguns vidros e forros do teto, que ocasionou na multa ao consórcio responsável pela obra em 17 milhões de reais, por atrasos. Assim, a estação seria entregue com praticamente quatro anos de atraso, já que nas primeiras previsões estava prevista para meados de 2014. Em 19 de janeiro de 2018, foi anunciada a data oficial de inauguração: 23 de janeiro de 2018. Quando totalmente concluída a integração entre as linhas, a estação deverá ser a mais profunda da América Latina, ficando a 69 metros de profundidade, correspondente a um edifício de catorze andares.

## Localização
A estação da Linha 4 fica na esquina da Rua Piauí com a Rua da Consolação, no entorno da Universidade Presbiteriana Mackenzie.
A estação da Linha 6 ficará na esquina da Rua da Consolação com a Rua Sergipe.

## Características
Estação enterrada com plataformas laterais, estruturas em concreto aparente e salas de apoio do nível da superfície, bem como duas passarelas de distribuição em estrutura metálica fixada com tirantes - uma sobre cada extremidade da plataforma. Possui acesso para pessoas portadoras de deficiência.

### Capacidade
Espera-se que circulem aproximadamente trinta mil passageiros por hora durante o horário de pico.

### Linha 4–Amarela
| Sigla | Estação                | Inauguração           | Capacidade                   | Integração                                | Plataformas | Posição     | Notas                                      |
| ----- | ---------------------- | --------------------- | ---------------------------- | ----------------------------------------- | ----------- | ----------- | ------------------------------------------ |
| HIG   | Higienópolis–Mackenzie | 23 de janeiro de 2018 | 30 mil passageiros hora/pico | Linha 6–Laranja, Bilhete Único da SPTrans | Laterais    | Subterrânea | Estação com estrutura de concreto aparente |

### Linha 6–Laranja
| Sigla | Estação                | Inauguração                              | Capacidade | Integração                                | Plataformas | Posição     | Notas                                                           |
| ----- | ---------------------- | ---------------------------------------- | ---------- | ----------------------------------------- | ----------- | ----------- | --------------------------------------------------------------- |
| HIG   | Higienópolis–Mackenzie | Previsão para o segundo semestre de 2027 | -          | Linha 4–Amarela, Bilhete Único da SPTrans | Laterais    | Subterrânea | Estação com plataforma lateral e estrutura de concreto aparente |

## Funcionamento da linha
| Linha     | Terminais        | Estações | Principais destinos                                                          |
| --------- | ---------------- | -------- | ---------------------------------------------------------------------------- |
| 4 Amarela | Luz ↔ Vila Sônia | 10       | Morumbi, Butantã, Pinheiros, Consolação, Higienópolis, República, Bom Retiro |